# Piotr Nowak
Piotr Nowak (* 5. Juli 1964 in Pabianice) ist ein ehemaliger polnischer Fußballspieler und heutiger -trainer.

## Spielerkarriere
Nowak begann mit 15 Jahren in seiner Geburtsstadt mit dem Fußballspielen. Er spielte bei GKS Bełchatów, Zawisza Bydgoszcz, Motor Lublin und in der ersten polnischen Liga bei Widzew Łódź. Im Jahre 1990 ging er in die erste türkische Liga zu Bakırköyspor. Über den BSC Young Boys in der Schweiz kam er Anfang September 1993 kurz nach seinem letzten Einsatz für die Berner zum 1. FC Dynamo Dresden.
Seine erfolgreichste Zeit in Deutschland verbrachte er zwischen 1995 und 1998 beim TSV 1860 München. Während seiner Zeit in München wurde er 1996 zum besten Spielmacher der Bundesliga gewählt, außerdem zum Fußballer des Jahres in Polen. In dieser Zeit war er Kapitän der polnischen Nationalmannschaft. Insgesamt absolvierte er 24 Länderspiele und erzielte dabei drei Tore für Polen.
Im Jahr 1998 wechselte er in die US-amerikanische Profiliga zu Chicago Fire, mit dem er Meister der Major League Soccer wurde und zweimal den US Open Cup gewann.  Im Jahr 2002 wechselte er zu New England Revolution, bei der er seine Karriere beendete, ohne ein Spiel absolviert zu haben.

## Erfolge als Spieler
- DFB-Hallenpokalsieger: 1996
- DFB-Hallenpokal-Torschützenkönig
- Wahl zum besten Spieler der Bundesliga 1996
- Polens Fußballer des Jahres 1996
- Meister Major League Soccer 1998
- US Open Cupsieger 1998, 2000
- UEFA-Pokal-Teilnehmer: 1997

## Trainerkarriere
Nowak begann seine Trainerkarriere beim Washingtoner Verein D.C. United und holte in seiner ersten Saison den MLS Cup 2004. Im Dezember 2006 trat er als Trainer zurück, um ab Januar 2007 als Assistenztrainer der US-amerikanischen Nationalmannschaft und Trainer der U-23-Nationalmannschaft der USA zu arbeiten. Diese Aufgaben erfüllte er bis Mai 2009.
Von 2010 bis Juni 2012 trainierte Nowak den Liga-Neuling Philadelphia Union in der MLS. Ab 2014 war er verantwortlich für die Nationalmannschaft von Antigua und Barbuda. Während seiner Tätigkeit verbesserte sich die Nationalmannschaft in der FIFA-Weltrangliste von Platz 140 auf Platz 70.
Im Januar 2016 trat er bei Lechia Gdańsk die Nachfolge des deutschen Trainers Thomas von Heesen an. Unter der Regie von Nowak war Lechia Gdańsk die beste Rückrundenmannschaft und verbesserte sich vom 12. auf den 5. Tabellenplatz.

## Sonstiges
Für seine Erfolge wurde er von Polens Staatspräsident Kwasniewski 2005 mit dem Verdienstorden der Republik Polen ausgezeichnet.